# Sýkora laponská
Sýkora laponská (Poecile cinctus, dříve též Poecile cincta nebo Parus cinctus), někdy nazývaná též sýkora hnědohlavá, je druh sýkory z čeledi sýkorovitých.

## Popis
Jedná se o středně velkou, zavalitou sýkoru, dlouhou 13,5-14 cm (velikostí je podobná sýkoře koňadře) a vážící 11-14,3 g. Vršek hlavy má šedohnědý, hřbet o něco světlejší, také šedohnědý. Tváře má sýkora laponská bílé. Zobáček má tento druh černý. Její hlas připomíná volání sýkory lužní.

## Rozšíření

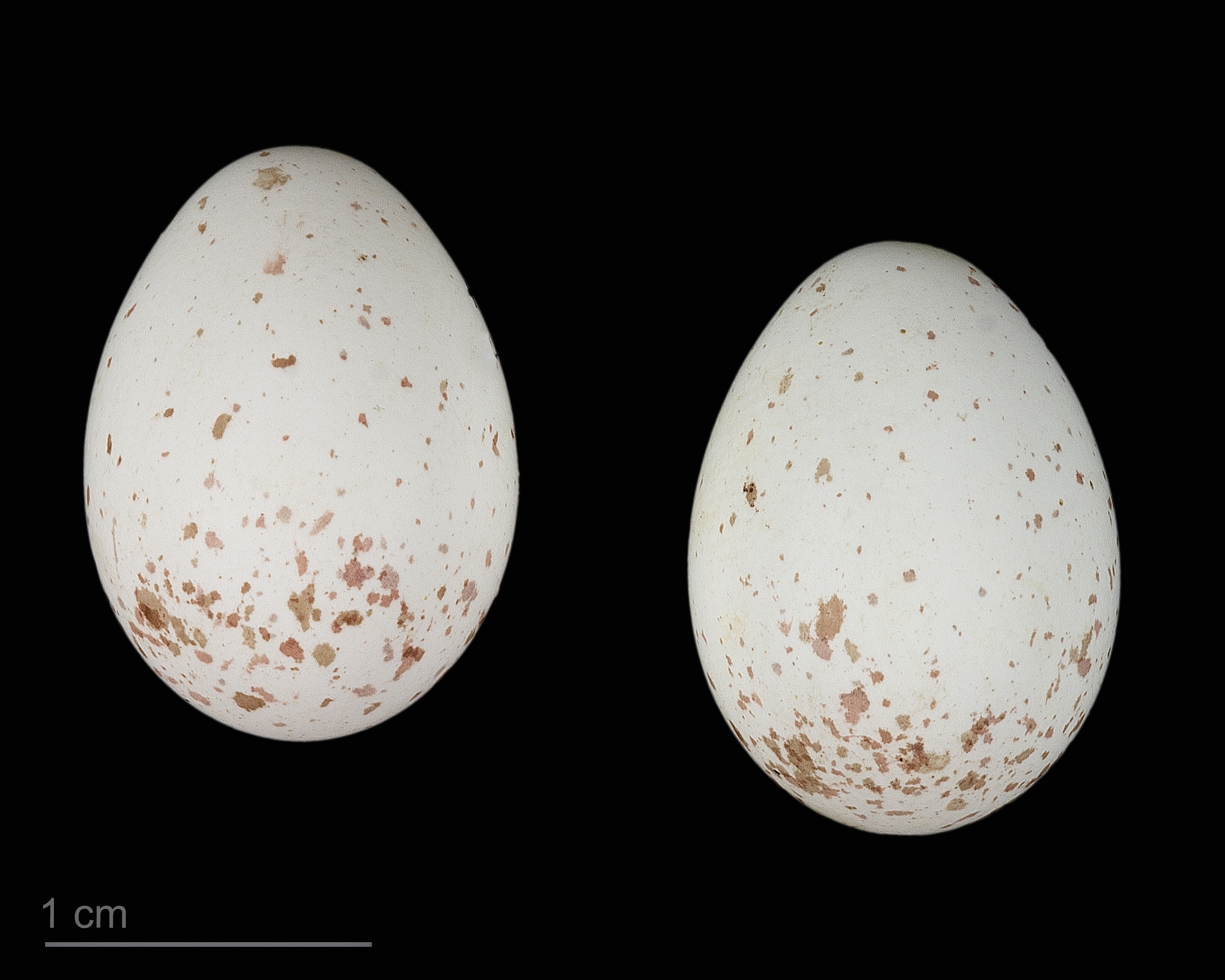
Poecile cinctus lapponicus

Vyskytuje se v pásu od Skandinávie přes severní Asii až do Severní Ameriky na severozápad Kanady.

## Prostředí
Obývá převážně jehličnaté lesy, dále též lužní a smíšené lesy až po severskou lesní hranici. Je stálá, většina ptáků nemigruje.

## Rozmnožování
Hnízdí od poloviny května do června v dutinách vydlabaných v měkkém dřevě. Na vejcích sedí asi 14 dní. Mladí ptáci hnízdo opouštějí většinou v první polovině června.

## Potrava
V létě loví sýkora laponská především hmyz a pavouky, na podzim a v zimě především vybírá semena jehličnanů.